# Єрі
Кім Єрім (кор. 김예림; нар. 5 березня 1999), відоміша під сценічним псевдонімом Єрі, — південнокорейська співачка та акторка, учасниця дівочого гурту Red Velvet. Окрім музичної кар'єри, Єрі працювала на телебаченні: була ведучою Show! Music Core (2015) та The Viewable SM (2016), з'являлася у вар'єте-шоу Secret Unnie (2018) та Law of the Jungle in Thailand (2019). 2020 року вона вела своє перше реаліті-вар'єте-шоу «Кімната Єрі», яке транслювалося на YouTube-каналі Dum Dum Studio.

## Раннє життя
Кім Єрім народилася 5 березня 1999 року в Сеулі, Південна Корея. У неї є три молодші сестри: Юрім, Єин та Чеин. 2018 року Єрі закінчила багатопрофільну художню школу Ханлім.

## Кар'єра

### Переддебютна активність
Єрі приєдналася до SM Entertainment 2011 року після успішного прослуховування на SM Weekly Audition. У 2014 році вона виступила у складі переддебютної тренувальної команди SM Rookies на концерті SM Town Live World Tour IV. Єрі була однією зі стажерок, які знялися у відеокліпі Red Velvet на пісню «Happiness».

### 2015—дотепер: Red Velvet і сольна діяльність

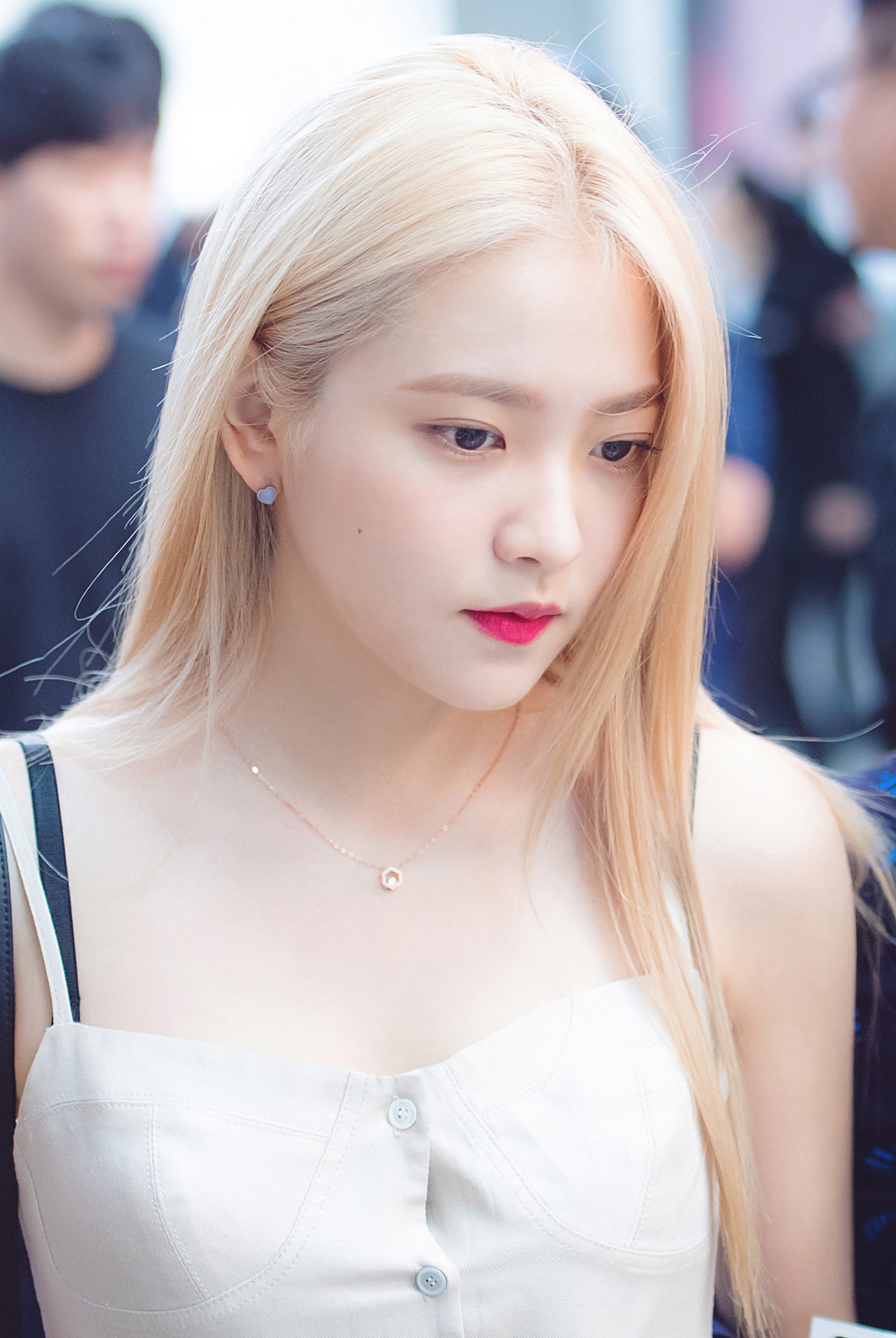
Єрі в Міжнародному аеропорту Інчхон, серпень 2017 року

Єрі представили як нову учасницю Red Velvet 10 березня 2015 року під час просування першого мініальбому гурту Ice Cream Cake. З 9 травня по 14 листопада дівчина вела музичне шоу Show! Music Core на каналі MBC разом із Мінхо із SHINee та N із VIXX. У липні 2016 року Єрі зіграла головну жіночу роль у відеокліпі на сингл J-Min та Сім Инджі «Way Back Home», випущеному в рамках проєкту SM Station. Того ж року році вона стала ведучою веб-вар'єте-програми SM C&C The Viewable SM разом з Іхтиком із Super Junior. У грудні 2017 року Єрі виступила співавторкою синглу «Story» корейського співака Ragoon.
У квітні 2018 року Єрі разом із акторкою Хан Чхейон стала частиною акторського складу нового вар'єте-шоу Secret Unnie на каналі JTBC. 13 грудня вона разом із Ренджуном, Джено та Джеміном із NCT взяла участь у третьому сезоні SM Station. Вони випустили корейську версію пісні «Hair in the Air» до саундтреку мультсеріалу «Тролі». 14 березня 2019 року в рамках третього сезону SM Station вийшов перший сольний сингл Єрі «Dear Diary», написаний нею самою. Того ж місяця співачка стала учасницею шоу Law of the Jungle in Thailand. У травні вона взяла участь у пісні «Tuesday is better than Monday» південнокорейського репера Giant Pink.
8 червня 2020 року на YouTube-каналі Dum Dum Studio вийшов перший епізод реаліті-вар'єте-шоу Єрі «Кімната Єрі» (англ. Yeri's Room). Нові серії виходили щопонеділка та щосереди, а спеціальні кліпи завантажувалися щоп'ятниці. Гостею в першому епізоді була учасниця Twice Найон. 24 липня Єрі взяла участь у проєкті NCSOFT Fever 2020 Cool Summer Project та випустила рімейк пісні «Woman On The Beach» гурту Cool у співпраці з Чон Уном із AB6IX та Ravi. 7 серпня в рамках проєкту вийшла третя пісня-рімейк «Sorrow». Єрі знялася в музичному відеокліпі разом із Ravi та Кім Усоком.
У лютому 2021 року Єрі зіграла в одноактній драмі Drama Stage каналу tvN в епізоді «Mint Condition». 7 квітня вона отримала головну жіночу роль у вебсеріалі «Блакитний день народження», а у травні 2023 року — у Bitch X Rich каналу Wavve. 4 квітня 2025 року стало відомо, що Єрі покинула SM Entertainment після закінчення терміну дії свого ексклюзивного контракту, проте залишилася учасницею Red Velvet та братиме участь у всіх майбутніх заходах гурту. 1 травня вона підписала контракт з агенством Blitzway Entertainment як акторка.

## Інша діяльність

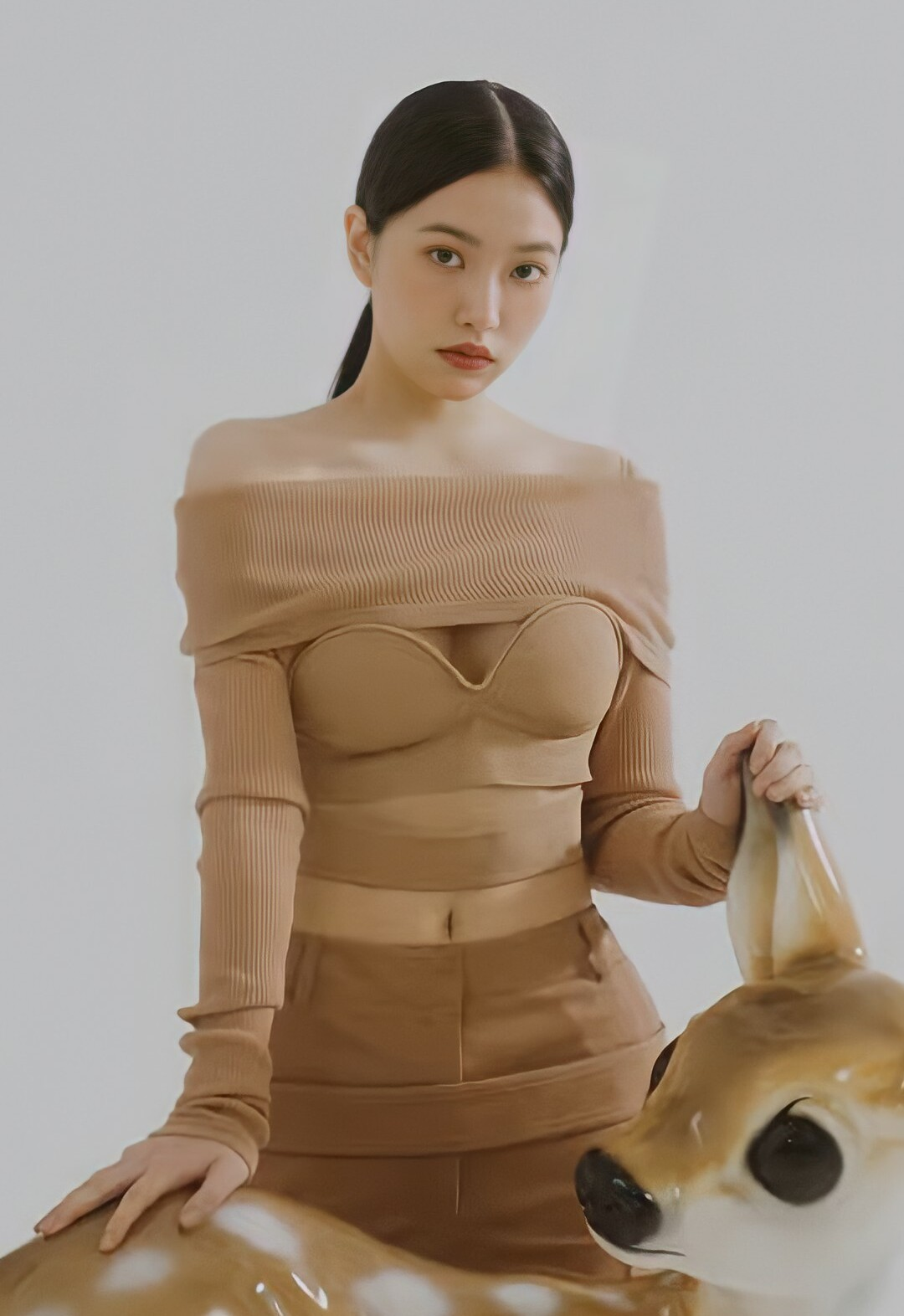
Єрі для Marie Claire Korea (2022)

### Рекламні бренди
У січні 2020 року Єрі випустила власну колекцію губної помади з косметичним брендом Notre Colette. У липні 2020 року AprilSkin Korea оголосила Єрі своєю новою ексклюзивною моделлю бренду, відзначивши її «чуттєвий та модний образ», який добре відповідав концепції бренду.

### Благодійність
У лютому 2020 року Єрі пожертвувала 10 мільйонів вон до Community Chest of Korea, щоб допомогти постраждалим від пандемії COVID-19 у Південній Кореї. 5 березня 2021 року вона пожертвувала 10 мільйонів вон до «бейбі-боксу» громади Чусаран, щоб допомогти матерям-одиначкам та немовлятам.

## Дискографія

### Сингли
| Назва                                                                        | Рік              | Пікові позиції в чартах | Альбом                                 |                  |
| Назва                                                                        | Рік              | KOR                     | Альбом                                 |                  |
| Головна артистка                                                             | Головна артистка | Головна артистка        | Головна артистка                       | Головна артистка |
| ---------------------------------------------------------------------------- | ---------------- | ----------------------- | -------------------------------------- | ---------------- |
| «Dear Diary» (스물에게)                                                      | 2019             | 200                     | SM Station Season 3                    |                  |
| Запрошена артистка                                                           |                  |                         |                                        |                  |
| «Tuesday is better than Monday» (Giant Pink за участю Єрі)                   | 2019             | —                       | Сингли поза альбомом                   |                  |
| «Your Warmth» (너의 온기가 되어줄게) (Babylon за участю Єрі)                 | 2019             | —                       | Сингли поза альбомом                   |                  |
| Співпраці                                                                    |                  |                         |                                        |                  |
| «Hair in the Air» (з Ренджуном, Джено та Джеміном із NCT)                    | 2018             | —                       | SM Station Season 3                    |                  |
| «Woman on the Beach» (해변의 여인) (з Ravi та Чон Уном із AB6IX)             | 2020             | —                       | Fever Music 2020 — Cool Summer Project |                  |
| «Sorrow» (애상) (з Ravi та Кім Усоком)                                       | 2020             | —                       | Fever Music 2020 — Cool Summer Project |                  |
| «Snow Dream 2021» (з Ченле, Хечаном, Джісоном та Ніннін)                     | 2021             | —                       | 2021 Winter SM Town: SMCU Express      |                  |
| «Nap Fairy» (낮잠) (із Семом Кімом)                                          | 2022             | —                       | SM Station Season 4                    |                  |
| Саундтреки                                                                   |                  |                         |                                        |                  |
| «It's You (Yeri ver.)»                                                       | 2021             | —                       | Blue Birthday OST Part 4               |                  |
| «—» позначає реліз, який не потрапив у чарт або не виходив на цій території. |                  |                         |                                        |                  |

### Авторство пісень
Усі дані узяті з бази даних Корейської асоціації авторських прав на музику, якщо не вказано інше.
| Рік  | Артист                            | Пісня                                | Альбом                         | Автор пісні | Автор пісні | Композитор | Композитор        | Прим.  |
| Рік  | Артист                            | Пісня                                | Альбом                         | Вказана     | Інший       | Вказана    | Інший             | Прим.  |
| ---- | --------------------------------- | ------------------------------------ | ------------------------------ | ----------- | ----------- | ---------- | ----------------- | ------ |
| 2017 | Ragoon                            | «Story» (이야기)                     | sTalking                       | Так         | Ragoon      | Так        | Ragoon, No.K      | Н/Д    |
| 2019 | Вона сама                         | «Dear Diary» (스물에게)              | SM Station Season 3            | Так         | –           | Так        | MonoTree          | Н/Д    |
| 2019 | Еллі Голдінг, Diplo та Red Velvet | «Close To Me (Red Velvet Remix)»     | Brightest Blue (японська вер.) | Так         | Венді       | Ні         | –                 | [ 38 ] |
| 2019 | Babylon та Єрі                    | «Your Warmth» (너의 온기가 되어줄게) | Сингл без альбому              | Так         | Babylon     | Так        | Babylon, Чон Сорі | [ 39 ] |

## Відеографія

### Музичні відеокліпи
| Назва                                                      | Рік  | Прим.  |
| ---------------------------------------------------------- | ---- | ------ |
| «Dear Diary»                                               | 2020 | [ 40 ] |
| Співпраці                                                  |      |        |
| «Hair in the Air», (з Ренджуном, Джено та Джеміном із NCT) | 2018 | [ 41 ] |
| «Sorrow» (з Ravi та Кім Усоком)                            | 2019 | [ 42 ] |
| «Nap Fairy» (із Семом Кімом)                               | 2022 | [ 43 ] |
| Запрошена артистка                                         |      |        |
| «Tuesday is better than Monday» (Giant Pink за участю Єрі) | 2019 | [ 44 ] |

## Фільмографія

### Фільми
| Рік          | Назва                       | Роль              | Нотатки                                      | Прим.  |
| ------------ | --------------------------- | ----------------- | -------------------------------------------- | ------ |
| 2015         | SMTown: The Stage           | У ролі самої себе | Документальний фільм SM Town                 | [ 45 ] |
| 2020         | «Тролі 2: Світове турне»    | Кім-Петіт         | Мультфільм                                   | [ 46 ] |
| 2022         | «Блакитний день народження» | О Харін           | Відредагована версія з додаванням нових сцен | [ 47 ] |
| В очікуванні | Next                        | Чайон             |                                              | [ 48 ] |

### Телесеріали
| Рік  | Назва                         | Роль              | Нотатки          | Прим.  |
| ---- | ----------------------------- | ----------------- | ---------------- | ------ |
| 2016 | «Нащадки сонця»               | У ролі самої себе | Камео (16 серія) | [ 49 ] |
| 2021 | Drama Stage: «Mint Condition» | Хон Чхері         | Одноактна драма  | [ 50 ] |
| 2023 | Applause                      | Инсо              | Одноактна драма  | [ 51 ] |

### Вебсеріали
| Рік          | Назва                       | Роль      | Нотатки    | Прим.         |
| ------------ | --------------------------- | --------- | ---------- | ------------- |
| 2021         | «Блакитний день народження» | О Харін   |            | [ 52 ]        |
| 2023—дотепер | Bitch X Rich                | Пек Джена | 1—2 сезони | [ 53 ] [ 54 ] |

### Телешоу
| Рік  | Назва                         | Роль       | Нотатки       | Прим.  |
| ---- | ----------------------------- | ---------- | ------------- | ------ |
| 2015 | Show! Music Core              | Співведуча | З Мінхо та N  | [ 55 ] |
| 2018 | Secret Unnie                  | Учасниця   | З Хан Чхейон  | [ 13 ] |
| 2019 | Law of the Jungle in Thailand | Учасниця   | 368—372 серії | [ 16 ] |

### Вебшоу
| Рік  | Назва           | Роль   | Нотатки                                                               | Прим.  |
| ---- | --------------- | ------ | --------------------------------------------------------------------- | ------ |
| 2016 | The Viewable SM | Ведуча | Веб-вар'єте-шоу                                                       | [ 11 ] |
| 2020 | «Кімната Єрі»   | Ведуча | Веб-вар'єте- та ток-шоу, що виходило на YouTube-каналі Dum Dum Studio | [ 18 ] |

## Нагороди та номінації
| Премія                        | Рік  | Категорія                                     | Номінант/Праця | Результат | Прим.  |
| ----------------------------- | ---- | --------------------------------------------- | -------------- | --------- | ------ |
| Премія «Зірок МААТР»          | 2023 | Нагорода за майстерність — акторка вебсеріалу | Bitch X Rich   | Перемога  | [ 56 ] |
| Brand Customer Loyalty Awards | 2023 | Найкращий жіночий ідол — акторка              | Вона сама      | Перемога  | [ 57 ] |

## Нотатки
1. ↑  «Your Warmth» не потрапила до Gaon Digital Chart, але посіла 89 місце в Gaon BGM chart[31].
2. ↑  «Sorrow» не потрапила до Gaon Digital Chart, але посіла 69 місце в Gaon BGM chart[32].
3. ↑  «Snow Dream 2021» не потрапила до Gaon Digital Chart, але посіла 83 місце в Gaon Download Chart[33].
4. ↑  «Nap Fairy» не потрапила до Gaon Digital Chart, але посіла 50 та 74 місця в Gaon BGM Chart і Gaon Download Chart відповідно[34][35].
5. ↑  «It's You (Yeri ver.)» не потрапила до Gaon Digital Chart, але посіла 157 місце в Gaon Download Chart[36].